# بحيرة ساري قميش
بحيرة ساري قميش (بالتركمانية: Sarygamyş köli)(بالأوزبكية: Sariqamish ko‘li)(الروسية: Сарыкамы́шское озеро) هي بحيرة في آسيا الوسطى. تقع في منتصف الخط الرابط بين بحر قزوين وبحر آرال تقريبًا. وهي أكبر بحيرة في تركمانستان، وتقع فيها ثلاثة أرباع مساحة البحيرة بأكملها (ربع المساحة يقع على أوزبكستان). يعتبر حوض ساري قميش ودلتا ساري قميش لنهر جيحون من المناطق الطبيعية والجغرافية في منطقة داشوغوز في تركمانستان.
حتى القرن السابع عشر، كانت البحيرة تغذيها نهر أوزبوي ، أحد فروع نهر جيحون، والذي يستمر حتى بحر قزوين. اليوم، المصدر الرئيسي للمياه هو قناة من نهر جيحون وأيضًا المياه الجارية من الأراضي المروية المحيطة، والتي تحتوي على مستويات عالية من مبيدات الآفات ومبيدات الأعشاب والفلزات الثقيلة.

## معرض الصور

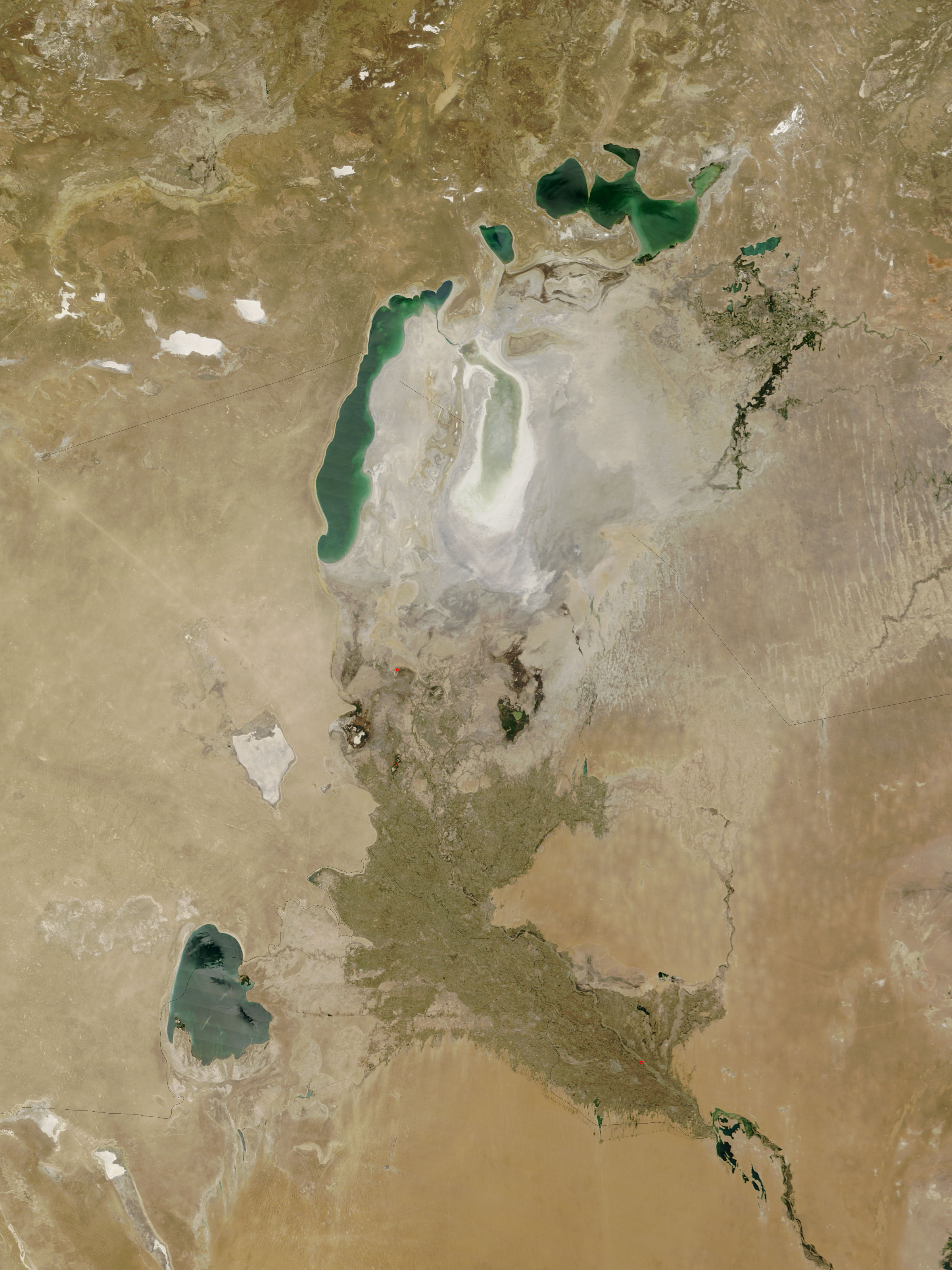
بحيرة ساري قميش في أسفل اليسار، ودلتا جيحون وما تبقى من بحر آرال
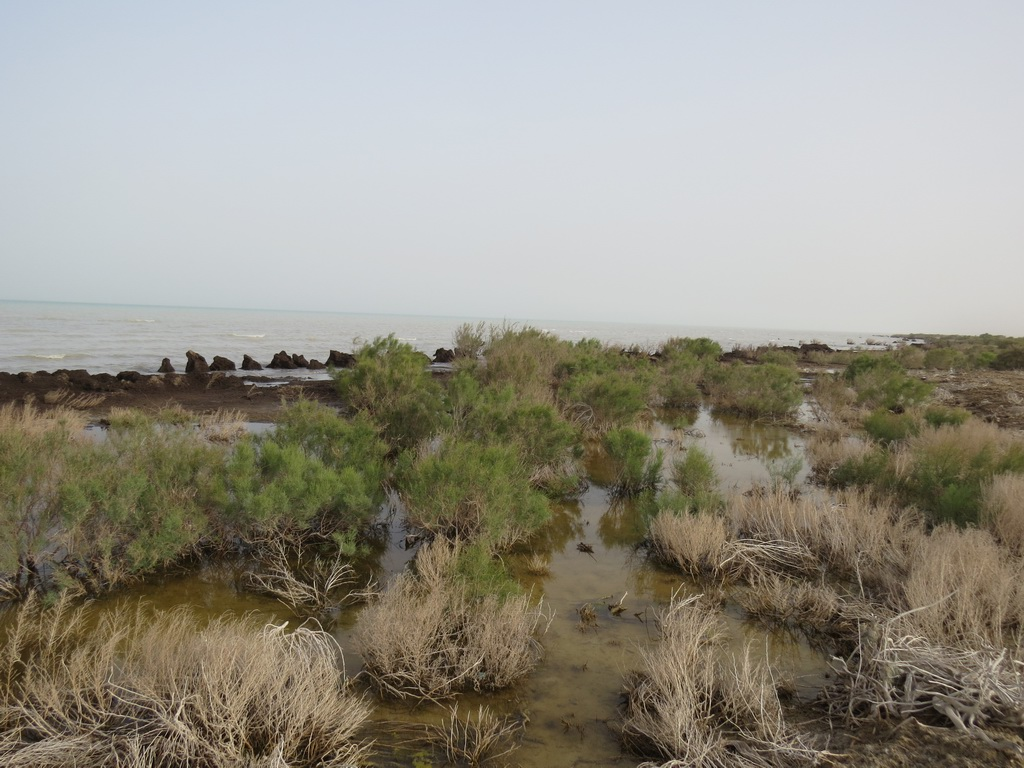
بحيرة ساري قميش من أوزبكستان
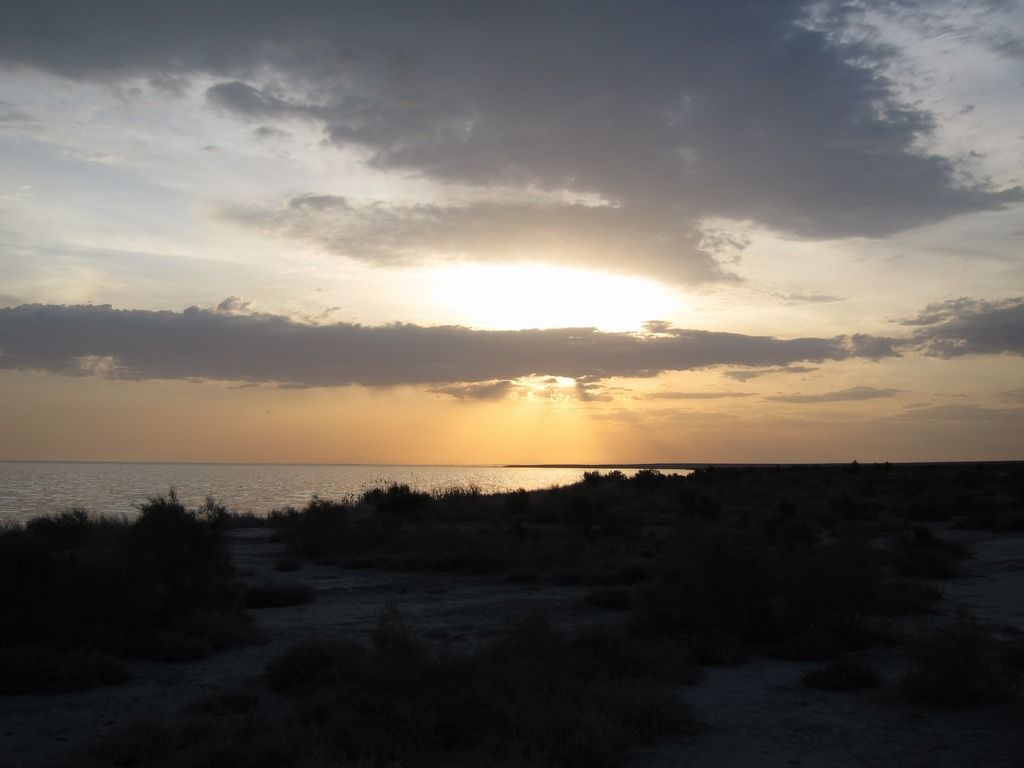
غروب الشمس في بحيرة ساري قميش
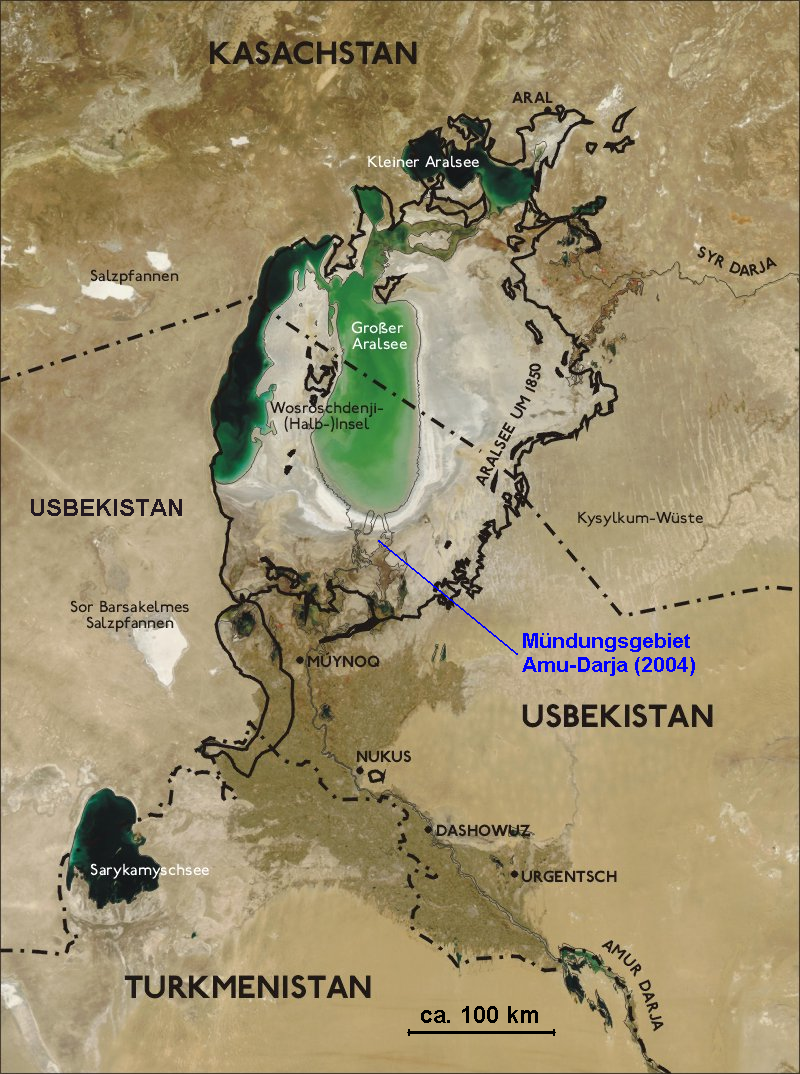
خريطة سياسية لجنوب بحر آرال والمناطق المحيطة بها